# ۵۳۲ (میلادی)
۵۳۲ (میلادی) پانصد و سی و دومین سال تقویم میلادی است.

## رویدادها
- ۱۱ ژانویه - شورش نیکا در قسطنطنیه که با تخریب کلیسای جامع و مرگ ۳۰ هزار نفر در میدان اسب‌دوانی (هیپودروم) قسطنطنیه همراه است.
- ژوستینین یکم فرمان ساخت کلیسای جامع جدیدی - ایاصوفیه - را در قسطنطنیه می‌دهد.
- پیمان صلحی با عنوان «صلح ابدی» میان خسرو یکم، پادشاه ساسانی و ژوستینین یکم، امپراتور روم شرقی  منعقد می‌شود.

## درگذشتگان
- ۱۷ اکتبر - بونیفاس دوم، از پاپ‌های کلیسای کاتولیک رم

‎